# Sofia Open
Il Sofia Open è stato un torneo di tennis che faceva parte dell'ATP Tour 250 dal 2020 ad oggi. Dal 2016 il torneo si disputava sui campi in cemento indoor all'interno dell'Arena Armeec. L'edizione del 2020, inizialmente cancellata a causa della pandemia di COVID-19, è stata spostata e giocata nel novembre dello stesso anno. L'edizione del 2023 è stata cancellata, con il trasferimento della licenza ATP altrove, secondo il direttore del torneo a causa della concomitanza nella stessa settimana di gioco del torneo con la Davis Cup che coinvolgeva la nazionale bulgara. Tuttavia, l'edizione venne poi ripristinata in sostituzione del torneo di Tel Aviv cancellato a causa della guerra ivi in corso.

## Albo d'oro

### Singolare
| Anno | Vincitore             | Finalista        | Punteggio           |
| ---- | --------------------- | ---------------- | ------------------- |
| 2016 | Roberto Bautista Agut | Viktor Troicki   | 6–3, 6–4            |
| 2017 | Grigor Dimitrov       | David Goffin     | 7–5, 6–4            |
| 2018 | Mirza Bašić           | Marius Copil     | 7–6(6), 6(4)–7, 6–4 |
| 2019 | Daniil Medvedev       | Márton Fucsovics | 6–4, 6–3            |
| 2020 | Jannik Sinner (1)     | Vasek Pospisil   | 6–4, 3–6, 7–6(3)    |
| 2021 | Jannik Sinner (2)     | Gaël Monfils     | 6–3, 6–4            |
| 2022 | Marc-Andrea Hüsler    | Holger Rune      | 6–4, 7–6(8)         |
| 2023 | Adrian Mannarino      | Jack Draper      | 7–6(6), 2–6, 6–3    |

### Doppio
| Anno | Vincitori                            | Finalisti                            | Punteggio           |
| ---- | ------------------------------------ | ------------------------------------ | ------------------- |
| 2016 | Wesley Koolhof Matwé Middelkoop (1)  | Philipp Oswald Adil Shamasdin        | 5–7, 7–6(9), [10–6] |
| 2017 | Viktor Troicki Nenad Zimonjić        | Michail Elgin Andrej Kuznecov        | 6–4, 6–4            |
| 2018 | Robin Haase Matwé Middelkoop (2)     | Nikola Mektić Alexander Peya         | 5–7, 6–4, [10–4]    |
| 2019 | Nikola Mektić Jürgen Melzer          | Hsieh Cheng-peng Christopher Rungkat | 6–2, 4–6, [10–2]    |
| 2020 | Jamie Murray Neal Skupski            | Jürgen Melzer Édouard Roger-Vasselin | Walkover            |
| 2021 | Jonny O'Mara Ken Skupski             | Oliver Marach Philipp Oswald         | 6–3, 6–4            |
| 2022 | Rafael Matos David Vega Hernández    | Fabian Fallert Oscar Otte            | 3–6, 7–5, [10–8]    |
| 2023 | Gonzalo Escobar Oleksandr Nedovjesov | Julian Cash Nikola Mektić            | 6–3, 3–6, [13–11]   |